# Midori Itō
Midori Itō (japanisch 伊藤 みどり, Itō Midori; * 13. August 1969 in Nagoya) ist eine ehemalige japanische Eiskunstläuferin, die im Einzellauf startete. Sie ist die Weltmeisterin von 1989.

## Werdegang
Itō begann mit dem Eislaufen mit fünf Jahren und stand ihren ersten Dreifachsprung im Alter von acht Jahren. Als sie zehn Jahre alt war, trennten sich ihre Eltern und sie zog zu ihrer Trainerin Machiko Yamada.
Schon bei den Juniorenweltmeisterschaften, an denen sie in den Jahren 1981, 1982 und 1984 teilnahm, zeigte sich ihr enormes Sprungtalent. Sie gewann stets die Kür, platzierte sich bei den Pflichtfiguren aber immer so schlecht, dass es am Ende nur zur Bronzemedaille bei ihrer letzten Juniorenweltmeisterschaft 1984 reichte. In diesem Jahr bestritt sie auch ihre erste Weltmeisterschaft bei den Senioren und wurde Siebte. Auch dort wurde ihr Problem sichtbar, in der Pflicht hatte sie nur den 16. Platz belegt, in Kurzprogramm und Kür aber den vierten Platz.
1985 gewann sie ihren ersten von acht aufeinanderfolgenden und insgesamt neun nationalen Meistertiteln. Wegen eines Knöchelbruchs konnte sie in diesem Jahr allerdings nicht an der Weltmeisterschaft teilnehmen. Bei der Weltmeisterschaft 1986 wurde sie Elfte, 1987 Achte und 1988 Sechste.
Bei ihren ersten Olympischen Winterspielen erreichte sie 1988 in Calgary den fünften Platz, wobei sie die drittbeste Kür zeigte. Sie landete dabei sieben Dreifachsprünge, so viele wie keine Läuferin vor ihr. Im Verlauf des Jahres trainierte sie den dreifachen Axel, an dem sie schon seit frühester Jugend gearbeitet hatte. Bei der Weltmeisterschaft 1989 in Paris gelang ihr der dreifache Axel als erster Frau bei Eiskunstlaufweltmeisterschaften. Sie bekam zweimal die Höchstnote 6,0 für ihr Kurzprogramm und fünfmal für die Kür bei den technischen Komponenten. So wurde sie die erste Weltmeisterin im Eiskunstlauf, die nicht aus Europa oder Nordamerika kam. Es war die erste Medaille für Japan in der Damenkonkurrenz seit Emi Watanabes Bronzemedaille zehn Jahre zuvor.
Bei der Weltmeisterschaft 1990 machte sie einen Fehler in den Pflichtfiguren und platzierte sich in diesem Segment nur als Zehnte. Ihre Siege in Kurzprogramm und Kür halfen ihr nicht mehr, dies auszugleichen. Sie gewann die Silbermedaille hinter der US-Amerikanerin Jill Trenary.
Nach dieser Saison wurde die Pflicht abgeschafft und so nahm man an, dass Itō nun die Damenkonkurrenz nach Belieben dominieren würde.
Bei der Weltmeisterschaft 1991 hatte sie jedoch gleich zweimal Pech: Zuerst stieß sie beim Einlaufen mit einer Konkurrentin zusammen, dann landete sie bei einer Sprungkombination im Kurzprogramm jenseits der Bande in einer Fernsehkamera. Am Ende musste sie sich mit dem vierten Platz begnügen.
Itō ging als eine Favoritin in die Olympischen Spiele 1992 in Albertville. Nach einem nicht fehlerfreien Kurzprogramm, nach dem sie auf dem vierten Platz lag, brauchte sie eine starke Kürleistung, um noch eine Medaille zu gewinnen. Ihre Kür begann allerdings denkbar schlecht, als ihr der dreifache Axel nicht gelang. Um noch eine Chance zu haben, musste sie den Sprung noch einmal am Ende der Kür versuchen und tat dies auch mit Erfolg. Sie war die erste Eiskunstläuferin, die einen dreifachen Axel bei Olympischen Spielen stand. Am Ende reichte es zur Silbermedaille hinter Kristi Yamaguchi aus den USA. Es war die erste olympische Medaille im Eiskunstlauf für einen Athleten, der nicht aus Europa oder Nordamerika kam.
Danach wurde sie Profiläuferin und lief in einigen Eisshows in Japan. Für die Saison 1995/96 kehrte sie zu den Amateuren zurück, konnte aber nicht an ihre Erfolge anknüpfen. Als japanische Meisterin wurde sie Siebte bei der Weltmeisterschaft.
Auf dem Höhepunkt ihrer Karriere war Itō eine sehr sportliche Läuferin, deren Küren fast denselben technischen Inhalt hatten wie die Küren bei den Herren. Neben dem ersten erfolgreich gelandeten dreifachen Axel war sie einige Jahre zuvor auch die erste Frau, die eine Dreifach-Dreifach-Kombination in einem Wettkampf landete. Itos kraftvoller Laufstil fand nicht immer Anklang bei den Preisrichtern. Später versuchte sie, einen weiblicheren Laufstil anzunehmen, sie fühlte sich dabei aber sichtlich nicht wohl und schien viel von ihrer natürlichen Freude am Eislaufen, die sie bisher auszeichnete, verloren zu haben. Sehr lange hatte Itō auch mit der erst nach der Saison 1990 abgeschafften Pflicht zu kämpfen, ebenso wie mit der Aufmerksamkeit der japanischen Presse nach dem Gewinn des Weltmeistertitels.
Bei der Eröffnungszeremonie für die Olympischen Winterspiele 1998 wurde Itō die Ehre zuteil, das olympische Feuer im Stadion entzünden zu dürfen.
Seit 2011 nimmt Ito wieder an Wettbewerben teil und startete mehrfach bei den ISU Adult Figure Skating Competition. 2011 wurde sie in Masters Elite Ladies II Zweite, 2012 in Masters Ladies II Artistic Erste, 2013 in Masters (Elite) Ladies II Erste und 2018 in Masters Elite Ladies II Artistic Erste.

## Ergebnisse
| Wettbewerb / Jahr           | 1980 | 1981 | 1982 | 1983 | 1984 | 1985 | 1986 | 1987 | 1988 | 1989 | 1990 | 1991 | 1992 | 1996 |
| --------------------------- | ---- | ---- | ---- | ---- | ---- | ---- | ---- | ---- | ---- | ---- | ---- | ---- | ---- | ---- |
| Olympische Winterspiele     |      |      |      |      |      |      |      |      | 5.   |      |      |      | 2.   |      |
| Weltmeisterschaften         |      |      |      |      | 7.   |      | 11.  | 8.   | 6.   | 1.   | 2.   | 4.   |      | 7.   |
| Juniorenweltmeisterschaften |      | 8.   | 6.   |      | 3.   |      |      |      |      |      |      |      |      |      |
| Japanische Meisterschaften  | 3.   |      |      |      | 2.   | 1.   | 1.   | 1.   | 1.   | 1.   | 1.   | 1.   | 1.   | 1.   |